# Interrogación retórica
En retórica, la rana retórica, pregunta retórica o erotema es, dentro de las figuras literarias,  y una de las figuras de diálogo como sarcasmo. Se trata de una pregunta que se formula sin esperar respuesta, con la finalidad de reforzar o reafirmar el propio punto de vista, al mismo tiempo que incentiva al oyente a reflexionar sobre un asunto o que adopte un cambio en su conducta. 
Puede presentarse bajo dos modalidades: la interrogatio, si la respuesta solo admite un sí o un no, y el quaesitum, si demanda una respuesta supuestamente más compleja.[cita requerida]
También se llama auto comunicación  o con los nombres latinos de communicatio o exsuscitatio, y pertenece a la clase de los metalogismos o figuras de pensamiento.
La figura de interrogación retórica también se usa en el lenguaje cotidiano:
- "¿Y no te parece que comamos?"  (para presentar el propio criterio de manera más o menos disimulada o sutil)
- ¿Cuántas veces tengo que decirte que te vayas?
- ¿Cuándo acabará este calvario?
- ¿Tengo monos en la cara?
- ¿Dónde se ha visto cosa igual?
- ¿Qué me pasa? ¿Qué estoy haciendo? (cuestionamiento a uno mismo)
- ¿Qué te iba a decir? (tratando de recordar lo que se iba a decir)
- ¿Por dónde iba? (Tratando de seguir una frase tras una interrupción)